# 中央報勲病院駅
中央報勲病院駅（チュンアンボフンビョンウォンえき）は、大韓民国ソウル特別市江東区遁村洞にあるソウル地下鉄9号線の駅。同線の終点である。駅番号は938。

## 歴史
- 2018年8月9日 - 駅名を「中央報勲病院駅」に確定[1]。
- 2018年12月1日 - 開業。

## 駅構造

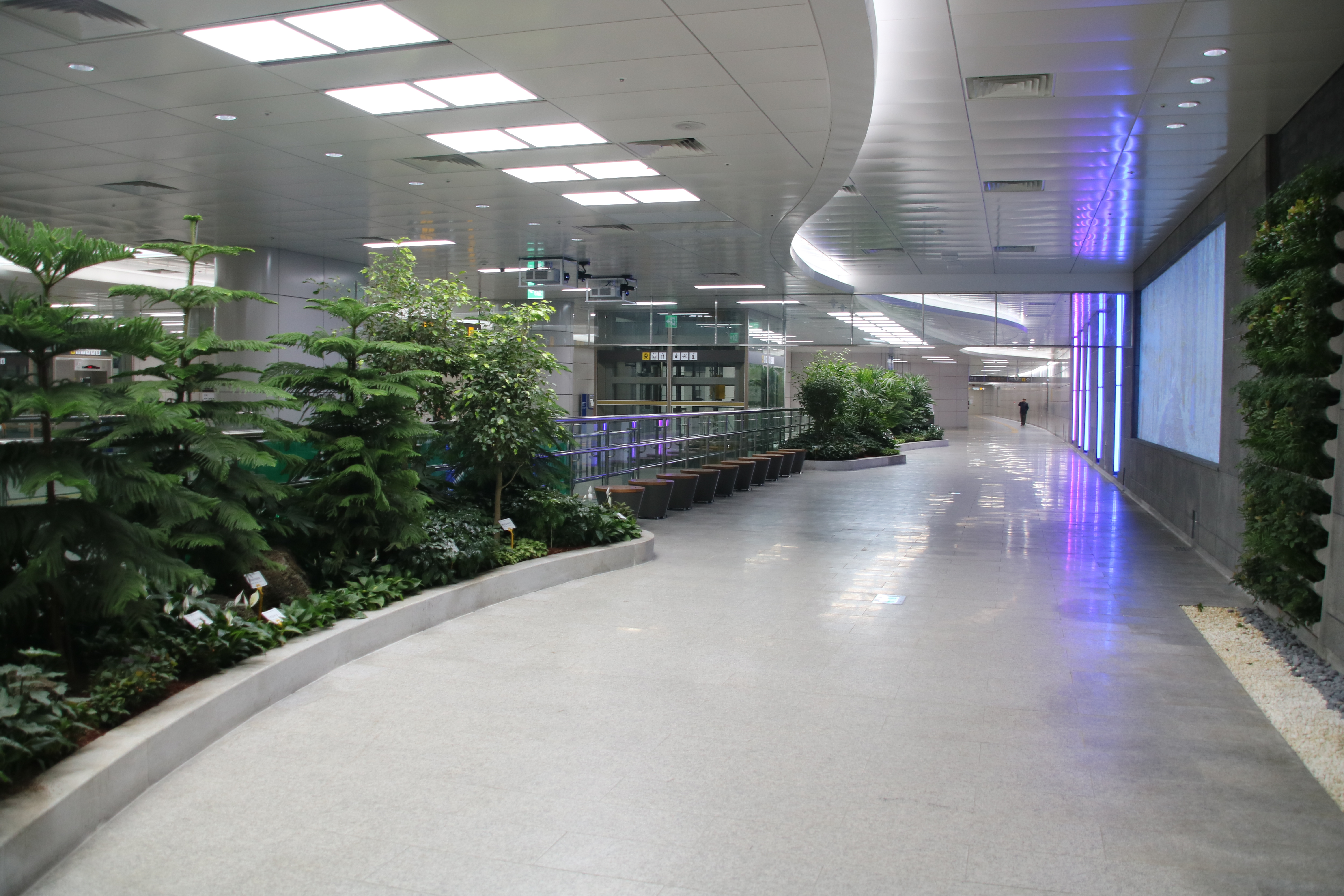
改札階コンコース

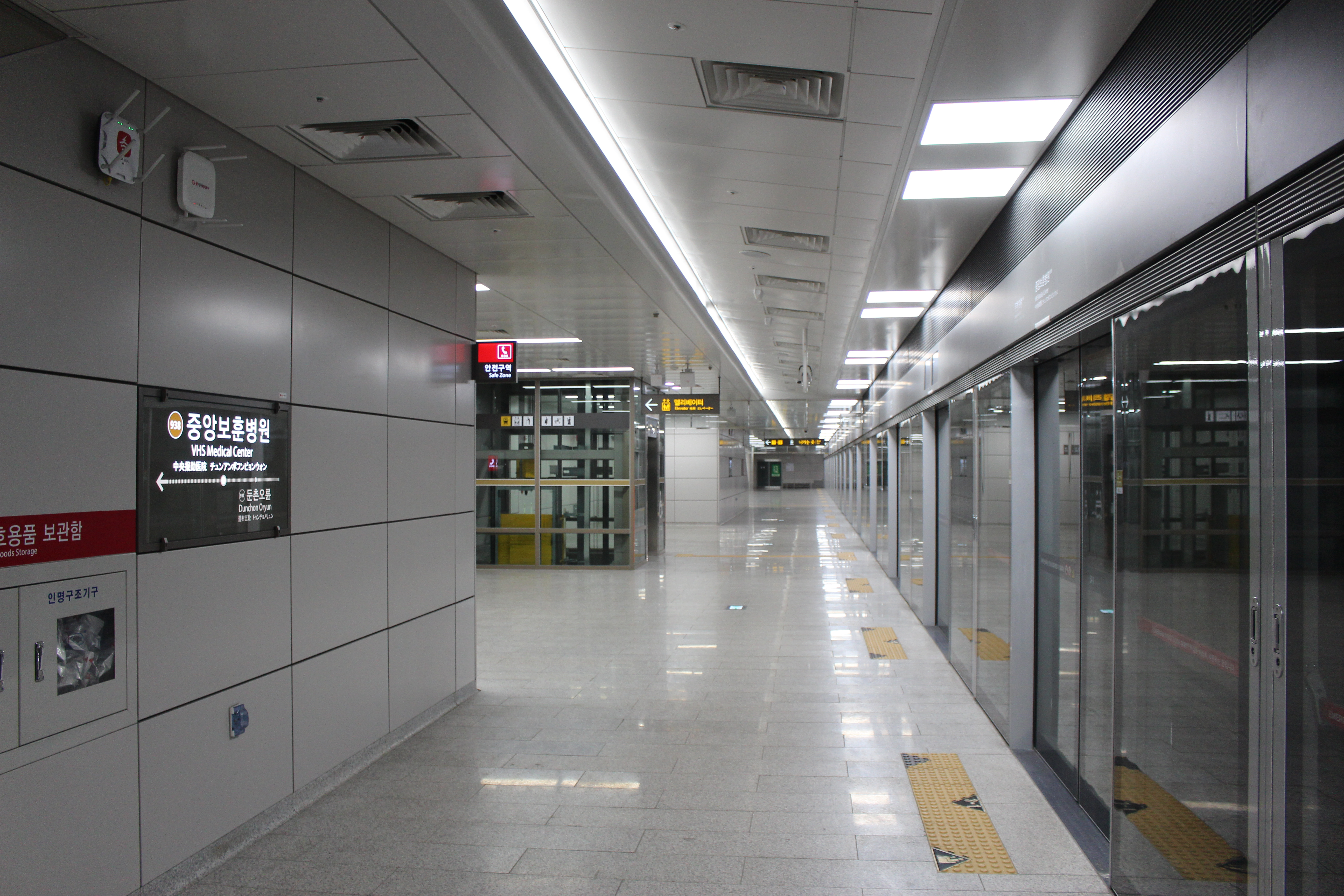
プラットホーム

島式ホーム1面2線と単式ホーム1面1線の計2面3線を有する地下駅で、上り線外側が一般電車用で上り線内側が急行電車用となっている。下り線は降車ホームとなっている。ホームドアが設置されている。

### のりば
※案内上ののりば番号は設定されていない。
| 始・終着駅 \|上 \| 下 ↓ オリンピック公園/遁村五輪 | 上り（外側） | 9号線 | 一般 総合運動場・新論峴・開花方面     |
| 始・終着駅 \|上 \| 下 ↓ オリンピック公園/遁村五輪 | 上り（内側） | 9号線 | 急行 総合運動場・新論峴・金浦空港方面 |
| 始・終着駅 \|上 \| 下 ↓ オリンピック公園/遁村五輪 | 下り         | 9号線 | 降車ホーム                            |

## 駅周辺
- 中央報勲病院（朝鮮語版）
- ソウル善隣初等学校（朝鮮語版）
- 遁村中学校（朝鮮語版）
- 一字山（朝鮮語版）
- 遁村高等学校（朝鮮語版）

## 隣の駅
ソウル市メトロ9号線
 9号線
急行
オリンピック公園駅 (936) - 中央報勲病院駅 (938)
一般（各駅停車）
遁村五輪駅 (937) - 中央報勲病院駅 (938)